# John Copley, 1. Baron Lyndhurst

John Singleton Copley, 1. Baron Lyndhurst

John Singleton Copley, 1. Baron Lyndhurst (* 21. Mai 1772 in Boston, Massachusetts; † 12. Oktober 1863 in London) war ein englischer Staatsmann.

## Leben
Drei Jahre nach seiner Geburt in Massachusetts siedelte die Familie nach England über, wo sein Vater John Singleton Copley den Ruf eines ausgezeichneten Porträtmalers genoss. Er studierte erst in Cambridge Theologie, dann in London Rechtswissenschaft. Ab 1803 praktizierte er als Barrister und machte sich insbesondere 1817 durch seine Verteidigung der als Hochverräter angeklagten Radikalen Watson und Thistlewood einen Namen. 1816 wurde er als Abgeordneter für die Stadt Yarmouth ins House of Commons gewählt. 
1819 zum Solicitor General ernannt, trat er im House of Lords als Ankläger gegen Königin Caroline auf. 1824 wurde er zum Attorney General befördert, und 1826 erhielt er die Stelle eines Master of the Rolls. Als George Canning 1827 zum Premierminister ernannt wurde, wurde er zum Lordkanzler (bis 1830) und unter dem erblichen Titel Baron Lyndhurst, of Lyndhurst in the County of Southampton, zum Peer erhoben.
Während des Kampfes um die Parlamentsreform war er der heftigste Wortführer der Hochtories. In dem Ministerium, das Robert Peel und Arthur Wellesley im November 1834 bildeten, bekleidete er wiederum kurze Zeit das Amt eines Lordkanzlers. Am leidenschaftlichsten widersprach er den Zugeständnissen, welche die Whigs den irischen Katholiken machen wollten. Vom August 1841 bis 1846 bekleidete er unter Peel zum dritten Mal das Amt des Lordkanzler. 
Trotz seines hohen Alters und seiner Kränklichkeit blieb er seitdem eines der einflussreichsten Mitglieder der konservativen Partei des Oberhauses, wo er als Autorität in juristischen Fragen und kraftvoller Redner galt.
Seine Reden über die orientalische Politik der Regierung, über den Krieg und Friedensschluss mit Russland machten ihn wieder in hohem Grad populär; nicht minder war dies der Fall, als er 1859 und 1860 seine mächtige Stimme gegen die Eroberungspolitik Napoleons III. erhob.
Lyndhurst starb im Alter von 90 Jahren nach kurzer Krankheit am 12. Oktober 1863 in London.
Er war zweimal verheiratet, in erster Ehe seit 1819 mit Sarah Garay Brunsden († 1834), in zweiter Ehe ab 1837 mit Georgiana Goldsmith. Aus erster Ehe hinterließ er zwei Töchter, Sophia Clarence († 1911) und Sarah Elizabeth († 1865), jedoch keine Söhne, sodass sein Adelstitel mit seinem Tod erlosch.